# Senchoa Gaon
Senchoa Gaon é uma vila no distrito de Jorhat, no estado indiano de Assam.

## Demografia
Segundo o censo de 2001, Senchoa Gaon tinha uma população de 7366 habitantes. Os indivíduos do sexo masculino constituem 54% da população e os do sexo feminino 46%. Senchoa Gaon tem uma taxa de literacia de 82%, superior à média nacional de 59,5%: a literacia no sexo masculino é de 82% e no sexo feminino é de 81%. Em Senchoa Gaon, 10% da população está abaixo dos 6 anos de idade.